# Serra de les Vallfenoses
La Serra de les Vallfenoses és una serra situada al municipi de Flix a la comarca de la (Ribera d'Ebre), amb una elevació màxima de 377,5 metres.